# 西辽河

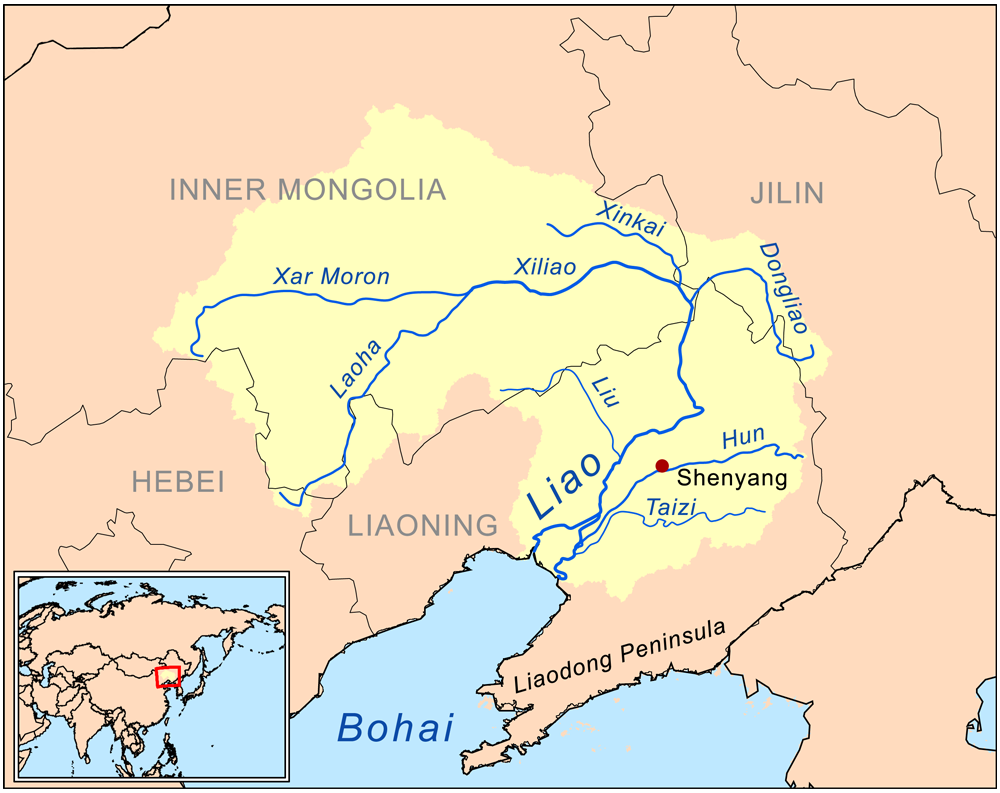
西辽河

西辽河是辽河支流，位于中华人民共和国辽宁省北部和内蒙古自治区东南部。其支流主要有西拉木伦河、教来河、老哈河等，老哈河为辽河正源。西辽河向东北流经赤峰、通辽等城市和科尔沁沙地后在蒙吉辽三省区交界处附近于东辽河汇合后称辽河。干流长度449公里，流域面积13.6万平方公里。
西辽河流域是中国北方旱作农业除黄河流域外的另一重要起源中心。

## 历史文化
| 文化类型       | 距今（年） | 文化性质                                         |
| -------------- | ---------- | ------------------------------------------------ |
| 小河西文化     | 8150以前   | 采集、渔猎                                       |
| 兴隆洼文化     | 8150-7350  | 采集、渔猎、原始农业并存，定居文化               |
| 赵家沟文化     | 7150-6150  | 进入耜耕农业，渔猎、采集占重要地位，定居文化     |
| 红山文化       | 6660-4900  | 发达的耜耕农业，采集、狩猎成为补充，定居文化     |
| 富河文化       | 5300左右   | 狩猎、采集占绝对优势，存在原始农业生产，定居文化 |
| 小河沿文化     | 4800-4100  | 渔猎和农业并重，农业衰退                         |
| 夏家店下层文化 | 4100-3300  | 发达的史前农业，渔猎成为补充，定居文化           |
| 夏家店上层文化 | 3200-2200  | 畜牧业为主，晚期出现农业文化                     |
| 战国           | 2445-2171  | 燕长城以北为畜牧业文化，以南农牧并行             |
| 秦-西汉        | 2171-1942  | 秦汉长城以北为畜牧业文化，以南农牧并行           |
| 东汉-西晋      | 1925-1643  | 畜牧业盛行                                       |
| 十六国-北魏    | 1633-1361  | 畜牧业文化为主，南部农业有所发展                 |
| 东魏-唐末      | 1369-1043  | 畜牧业盛行                                       |
| 辽             | 1043-825   | 农业和畜牧业并重                                 |
| 金             | 935-716    | 农业和畜牧业并重，但北部农业开始衰退             |
| 元             | 779-582    | 畜牧业盛行，农业进一步衰退                       |
| 明             | 582-406    | 畜牧业盛行，农业文化南移至燕山以南               |
| 清             | 306-39     | 畜牧业、农业并行发展                             |
| 参考资料：     |            |                                                  |